# Pneumatopteris microloncha
Pneumatopteris microloncha är en kärrbräkenväxtart som först beskrevs av Christ, och fick sitt nu gällande namn av Holtt. Pneumatopteris microloncha ingår i släktet Pneumatopteris och familjen Thelypteridaceae. Inga underarter finns listade.